# St. Kitts and Nevis Olympic Association
Das St. Kitts and Nevis Olympic Association ist das Nationale Olympische Komitee von St. Kitts und Nevis. Es ist auch das Organ, das für die Vertretung von St. Kitts und Nevis bei den Commonwealth Games zuständig ist.

## Geschichte
Das NOK wurde 1986 in Basseterre gegründet und 1993 vom Internationalen Olympischen Komitee anerkannt.